# 炎孕同級生
《炎孕同級生》是由Tech Arts公司的旗下品牌SQUEEZ製作並於2007年9月21日發售的戀愛冒險類型日本成人遊戲，《炎孕系列》第三部作品，2010年4月8日發售DVDPG版。後來在2011年11月18日發售Fan disc。除了遊戲外也改編成OVA和小說發售。

## 故事
就讀原女校白鷺學園的加我見和也，由於反對父親的一起移居外國要求而離家獨自生活，最後因為沒錢而被迫搬到女宿舍。由於想起親戚將同學們全員懷孕的事蹟，和也便開始有了征服全班20位女同學們的野心。

## 角色
加我見和也
本作男主角，白鷺學園二年級學生。
奈奈宮茜（聲優：川島梨乃）
身高157cm，三圍86（E）/54/89，壘球社所屬，宿舍管理員的女兒。
北守千尋（聲優：未來羽／夏野冰）
身高156cm，三圍95（H）/52/87，吹奏樂社所屬，茜的親友。
（聲優：櫻川未央）
身高165cm，三圍99（K）/54/89，花式滑冰社所屬，來自俄羅斯的留學生。
海老原舞（聲優：青葉林檎）
身高175cm，三圍123（Q）/57/96，排球社所屬，宿舍長。
水戶部奈月（聲優：／早乙女綾）
身高155cm，三圍97（I）/54/87，真劍社所屬。
伊豆苗芽依理（聲優：未來羽）
身高154cm，三圍112（O）/58/94，在校園內由芽依理母親經營女僕咖啡廳「Happy Full Moon」（はっぴ～・ふるむーん）兼職女僕工作。
月芝愛（聲優：藤森ゆき奈）
身高154cm，三圍90（F）/56/86，月芝素子製作的機器僕人，機器人研究會所屬。
宮前未亞（聲優：桃井莓）
身高150cm，三圍82（C）/56/86，過去被和也所救的貓，為了報恩而化身成人，只有和也知道這件事情，後來被芽依理帶到「Happy Full Moon」兼職女僕工作。
忍野霞
身高156cm，三圍78（B）/53/83，還在修練中的女忍者，對和也一見鍾情。
瑞乃真綾
身高162cm，三圍84（D）/52/87，魔術研究會所屬。
習志野勇美（聲優：桃井莓）
身高148cm，三圍85（E）/56/78，軍事研究會所屬。
楠梢
身高152cm，三圍91（F）/54/92，猜謎研究會所屬。
穂村奈葉（聲優：青葉林檎）
身高148cm，三圍77cm（A）/54/80，甜點研究會所屬。
味方洋子（聲優：櫻川未央）
身高153cm，三圍86（E）/56/84，創作料理研究會所屬。
西園寺薫
身高155cm，三圍100（L）/58/88，班上的學級委員長。
浅井莉梨
身高156cm，三圍114（P）/56/84，游泳社所屬。
姫川育代
身高156cm，三圍104（M）/55/90，護士研究會所屬兼保健委員。
（聲優：川島梨乃／早乙女綾）
身高159cm，三圍98（J）/54/89，韻律體操社所屬。
遠山明日香
身高161cm，三圍108（N）/58/90，網球社所屬，和也的青梅足馬。
來栖川蘭子（聲優：川島梨乃）
身高162cm，三圍93（G）/56/90，來栖川集團的大小姐，擔任學生會長。

## OVA
OVA是由T-REX製作的成人動畫，每集時間長度約30分共發售兩集。

### 各話列表
| 集數 | 標題 | 發售日         |
| ---- | ---- | -------------- |
| 1    |      | 2008年12月25日 |
| 2    |      | 2009年6月25日  |

### 工作人員
- 原作：SQUEEZ
- 監督：雷火劍
- 劇本：
- 角色設計、作畫監督：
- 演出：咲坂守
- 製作人：村上幸太郎
- 製作、發售：Milky

## 小說
同名小說是由深町薫擔任寫作，由PARADIGM於2008年共發售兩集。

## 外部連結
- SQUEEZ （页面存档备份，存于）（日語）
- 遊戲官方網站 （页面存档备份，存于）（日語）
- DVD-GAME官方網站 （页面存档备份，存于）（日語）